# Osam
L'Òsam (en bulgare : Осъм) est une rivière au nord de la Bulgarie, et un affluent du fleuve le Danube.

## Géographie
D'une longueur de 314 km et d'un bassin versant de 2 820 km2. Sa source se situe à 1 821 mètres d'altitude, au pied du Mont Levski. L'Osam est un affluent du Danube. La rivière était anciennement appelée Assamus.